# 租購
租購是一種信貸購物的形式，買方可以用分期付款的方式先取得貨品，待付清貨款後便可正式擁有貨品。有些貨品比較昂貴，例如家具、汽車等，賣方通常容許買方以租購方式購買。現在一般租購的運作形式，是由賣方替買方安排財務機構先購買該貨品，然後財務機構與買方簽訂租購合約，在租購合約，會列明買方須在指定期內,定時分期付清貨款。在供款期內,買方只是租用貨品，待租約期滿後，買方有權根據租購合約上訂明的售價選擇是否購買該貨品。當買方選擇購買並付清貨款後，便得到貨品的擁有權。
租購合約內一般列明買方已付的首期、每期供款額和應供期數。有些貨品可以免息分期，有些則須支付利息。如果租購的貨品是作商業用途,其利息支出可獲稅務扣減。如果買方要提早終止租購合約，買方必須退回貨品，並根據租購合約列明的手續辦理。

## 另見
- 分期付款